# Dicrotendipes conjunctus
Dicrotendipes conjunctus är en tvåvingeart som först beskrevs av Walker 1856.  Dicrotendipes conjunctus ingår i släktet Dicrotendipes och familjen fjädermyggor. Inga underarter finns listade i Catalogue of Life.